# Euphylidorea aequiatra
Euphylidorea aequiatra là một loài ruồi trong họ Limoniidae. Chúng phân bố ở miền Tân bắc.